# Sto najznamenitijih Srba (knjiga)
Sto najznamenitijih Srba je naziv knjige iz 1993. godine, koja je nastala nakon što je odbor akademika Srpske akademije znanosti i umjetnosti napravio popis od sto najznamenitijih Srba. Taj
popis obilježio je osobe sa srbijanskim porijeklom, ali sadrži imena i nekih osoba koje su svoje doprinose ostavili u hrvatsko, bosansko, hrvatsko-bosansko ili crnogorsko naslijeđe (Ruđer Bošković, Ivan Gundulić, Ivo Andrić, Meša Selimović...). 
Odbor koji je sastavljao popis sto najznamenitijih Srba po kojem je izdana knjiga, su činili: 
- dr. Sava Vuković, episkop šumadijski;
- dr. Pavle Ivić, akademik (jezikoslovac);
- dr. Dragoslav Srejović, akademik;
- dr. Dejan Medaković, akademik, predsjednik odbora;
- dr. Dragomir Vitorović, akademik;
- mr. Zvonimir Kostić;
- dr. Vasilije Krestić, akademik - krivotvoritelj hrvatske povijesti,[1] jedan od ideologa velikosrpske agresije na Hrvatsku,[2] poznat po izjavama o Hrvatima kao "genocidnom narodu";[3]
- dr. Miroslav Pantić, akademik;
- dr. Danica Petrović.

## Osobe čiji se životopisi nalaze u toj knjizi
| - Ivo Andrić - Arsenije III. Crnojević - Jovan Cvijić - Miloš Crnjanski - Vladimir Ćorović - Vladan Đorđević - Konstantin Danil - Danilo II. (arhiepiskop srpski) - Đura Daničić - Pera Dobrinović - Petar Dobrović - Radoje Domanović - Domentijan - Jovan Dučić - Stefan Dušan - Ilija Garašanin - Ivan Gundulić - Lazar Hrebeljanović - Stevan Hristić - Vojislav Ilić - Đura Jakšić - Monahinja Jefimija - Jovan Jovanović Zmaj - Slobodan Jovanović - Aleksandar I. Karađorđević - Petar I. Karađorđević - Vuk Stefanović Karadžić - Laza Kostić - Petar Kočić | - Petar Konjović - Kraljević Marko - Đorđe Krstić - Laza K. Lazarević - Stefan Lazarević - Sima Lozanić - Simo Matavulj - Milutin Milanković - Nikodim Milaš - Svetozar Miletić - Stefan Uroš II. Milutin - Živojin Mišić - Stevan Stojanović Mokranjac - Milan Nedić - Stefan Nemanja - Prota Mateja Nenadović - Pavle Nenadović - Stojan Novaković - Branislav Nušić - Miloš Obilić - Dositej Obradović - Miloš Obrenović - Mihailo Obrenović - Josif Pančić - Nikola Pašić - Đorđe Petrović Karađorđe - Petar II. Petrović Njegoš - Mihailo Petrović Alas - Nadežda Petrović | - Nikola I. Petrović - Vasko Popa - Jovan Sterija Popović - Bogdan Popović - Pavle Popović - Mihajlo Pupin - Radomir Putnik - Milan Rakić - Jovan Ristić - Ilarion Ruvarac - Sveti Sava - Isidora Sekulić - Meša Selimović - Jovan Skerlić - Makarije Sokolović - Stevan Sremac - Kornelije Stanković - Stepa Stepanović - Stefan Prvovjenčani - Ljubomir Stojanović - Stefan Stratimirović - Sava Šumanović - Monah Teodosije - Nikola Tesla - Miloje Vasić - Nikolaj Velimirović - Filip Višnjić - Hajduk Veljko - Jovan Žujović |